# Two Islands Lake
 (mars 2019).
Le Two Islands Lake est un lac de Dysart et al dans le comté de Haliburton, en Ontario. 
Ce lac comprend trois îles : l’île Solo, l'île Turtle et l'île des Scouts. Le Camp Timberlane utilise ce lac pour des fins récréatives.